# Jhonny Villarroel
Johnny Robert Villarroel Fernández (Cochabamba, 11 de octubre de 1968) es un exfutbolista boliviano que militó en varios equipos de su país en los años 80 y 90. Fue internacional con la Selección boliviana.

## Trayectoria
Villarroel, cuyo sobrenombre es «El Chango» , surgió de las canteras de la Escuela de Fútbol Enrique Happ y en su trayectoria pasó por los equipos de fútbol de Bolivia Wilstermann, Destroyers, The Strongest. Oriente Petrolero y Aurora.

#### The Strongest
Villarroel tuvo su mejor versión en The Strongest, equipo con el que obtuvo el título nacional de 1993 y con el cual jugó la Copa Libertadores 1994 marcando varios goles. No contaba con un gran físico, pero ese aspecto era brillantemente suplido por su inteligencia en el juego y su gran habilidad para la gambeta en el momento preciso. Entre 1990 y 1994 se convirtió en pieza importante del equipo, llegando a llevar el cintillo de Capitán en varias ocasiones, dejando una excelente impresión en la hinchada, que lo aplaudió a su ingreso en el Estadio incluso cuando jugó en otros equipos con los que se enfrentó The Strongest.
Fue uno de los goleadores más importantes del Club Gualdinegro marcando 44 goles, 4 de los cuales fueron por Copa Libertadores, todos marcados en 1994.
Después de dejar The Strongest en 1994, volvería en 1996 no obteniendo el éxito de su anterior etapa por lo que al año siguiente se aleja del Club de forma definitiva.

## Selección nacional
Su gran etapa en The Strongest le valió su convocatoria a la Selección de fútbol de Bolivia con la cual debutó el 3 de marzo de 1993 en un amistoso en Asunción del Paraguay. Posteriormente fue convocado para la Copa América 1993 en Ecuador, donde no llegó a disputar ninguno de los 3 partidos que jugó la 'Verde'. Fue también llamado para dos partidos de las Eliminatorias de 1993 donde llegó a jugar en el partido frente a Ecuador el 15 de agosto de 1993, con victoria boliviana por 1 a 0, y la gran victoria contra Venezuela por 7 a 0, el 22 de agosto de 1993, ambos en La Paz.
En 1994 fue convocado para los partidos amistosos de la gira europea que hizo la Verde como preparación para el Mundial de USA'94.
Su último partido con la casaca 'Verde' lo disputó el 3 de abril de 1995 en la ciudad de Sucre frente a Venezuela.

### Participación en Clasificatorias a Copas del Mundo
| Eliminatorias                     | País           | Resultado   | Posición   | PJ |
| --------------------------------- | -------------- | ----------- | ---------- | -- |
| Eliminatorias Estados Unidos 1994 | Estados Unidos | Clasificado | 2º Grupo B | 2  |

### Participación en Copas
| Copa              | Sede    | Resultado      |
| ----------------- | ------- | -------------- |
| Copa América 1993 | Ecuador | Fase de grupos |

## Clubes

### Como jugador
| Club                    | País    | Año       | Partidos | Goles |
| ----------------------- | ------- | --------- | -------- | ----- |
| Jorge Wilstermann       | Bolivia | 1988-1989 | 45       | 8     |
| The Strongest           | Bolivia | 1990-1996 | 156      | 44    |
| Destroyers              | Bolivia | 1997      | 19       | 5     |
| Jorge Wilstermann       | Bolivia | 1998-1999 | 69       | 9     |
| Oriente Petrolero       | Bolivia | 2000      | 17       | 5     |
| Independiente Petrolero | Bolivia | 2000      |          | 5     |
| Aurora                  | Bolivia | 2001-2003 | 15       | 0     |
| Total                   |         | 1988-2003 | 321      | 76    |

## Palmarés

### Títulos nacionales
| Título           | Club          | País    | Año  |
| ---------------- | ------------- | ------- | ---- |
| Primera División | The Strongest | Bolivia | 1993 |